# William H. Murray
William Henry "Alfalfa Bill" Murray, född 21 november 1869 i Grayson County i Texas, död 15 oktober 1956 i Tishomingo i Oklahoma, var en amerikansk demokratisk politiker. Han var ledamot av USA:s representanthus 1913–1917 och Oklahomas guvernör 1931–1935. Han var far till Johnston Murray.
Murray utexaminerades från College Hill Institute i Texas, studerade sedan juridik och inledde 1895 sin karriär som advokat i Fort Worth. År 1898 flyttade han till Tishomingo i Indianterritoriet. Han var ledamot av Oklahomas representanthus 1907–1909 och fungerade som talman i den första sessionen. I kongressvalet 1912 blev han invald i USA:s representanthus med omval 1914. År 1924 flyttade han till Bolivia men återvände fem år senare tillbaka till Oklahoma.
Murray efterträdde 1931 William J. Holloway som Oklahomas guvernör och efterträddes 1935 av E.W. Marland. Han var en av de uppställda demokratiska kandidaterna inför presidentvalet i USA 1932 men utöver delegaterna från Oklahoma bara en delegat stödde honom. Han avled 1956 och gravsattes i Tishomingo.